# Cheilanthes argentea
Cheilanthes argentea là một loài thực vật có mạch trong họ Adiantaceae. Loài này được (S.G. Gmel.) Kunze miêu tả khoa học đầu tiên năm 1850.